# 安田優子 (タレント)
安田 優子（やすだ ゆうこ、1969年5月29日 - ）は、北海道出身のローカルタレント・ラジオパーソナリティである。

## 経歴・人物
札幌静修高等学校、北海学園大学法学部法律学科卒業後、STVラジオ「ランラン号」第55代キャスター・ドライバーとしてデビュー。
2年間務めた後、1994年よりフリーのパーソナリティとしてSTVラジオのリポーターとなり2010年まで番組を担当した。
趣味はスポーツ観戦旅行であり、世界各国にへ取材に出る事が多い。コンサドーレ札幌サポーターとしてコアな情報もラジオで伝えている。
サッカー4級審判員の資格を持っている。
Yahoo!ニュースエキスパートとして札幌市内の店舗等に関する記事を寄稿している。

## 過去の出演番組
- ウイークエンドバラエティ日高晤郎ショー（タウンページ街角探検隊担当）
- 喜瀬ひろしのときめきワイド
- 牧泰昌のホットスクランブル
- スポ魂ほっかいどう！
- 千ちゃんの幸せラジオドーム（「スポーツラッキーセブン」）
- みのや雅彦のときめきワイド（月曜スポーツ情報担当）